# Зносостійкість
Зносості́йкість (рос. износостойкость; англ. wear resistance; нім. Verschleissfestigkeit f) — властивість матеріалу чинити опір зношуванню за визначених умов тертя, яка оцінюється величиною, оберненою швидкості зношування чи інтенсивності зношування.
Швидкість зношування — відношення величини зносу до часу зношування.
Інтенсивність зношування — відношення величини зносу до шляху тертя, вздовж якого відбувалося зношування.
Шлях тертя — відстань, що проходить точка поверхні тертя одного тіла по поверхні іншого тіла.
Зносостійкість залежить від виду, складу і структури матеріалу, твердості поверхневих шарів, шорсткості і технології обробки деталі, контактних зусиль, стану і наявності змащування у зоні контакту поверхонь тертя.
Відносна зносостійкість — безрозмірний показник, що характеризує співвідношення абсолютних величин зносу двох матеріалів, один з яких прийнятий за еталон.